# Ганс-Валентін Губе
Ганс-Валентін Губе (нім. Hans-Valentin Hube; нар. 29 жовтня 1890, Наумбург, Саксонія-Ангальт — пом. 21 квітня 1944, Айнрінг) — німецький воєначальник часів Третього Рейху, генерал-полковник (1943) Вермахту. Кавалер Лицарського хреста Залізного хреста з Дубовим листям, Мечами та Діамантами (1944).

## Біографія
У лютому 1909 року вступив на військову службу в 26-й піхотний князя Леопольда фон Ангальт-Дессау полк.
З початком Першої світової війни — на Західному фронті, командир взводу 26-го піхотного полку, з 26 серпня 1914 року — батальйонний ад'ютант в тому ж полку. 20 вересня 1914 року важко поранений, ампутована ліва рука. У грудні 1915 року повернувся на Західний фронт, з січня 1916 року — командир роти 26-го піхотного полку. З листопада 1916 по червень 1917 року — полковий ад'ютант 26-го піхотного полку. З червня 1917 по січень 1918 року — командир батальйону в тому ж полку. У квітні 1918 року, будучи офіцером штабу 7-ї піхотної дивізії, під час відбиття танкової атаки отруєний газом, в шпиталі до квітня 1919 року.
Після одужання з квітня 1919 року був командиром роти в різних частинах рейхсверу. У 1925—1928 роках — на штабних посадах. У 1928—1932 роках — викладач в піхотному училищі (Дрезден). У 1932—1934 роках командував батальйоном 3-го піхотного полку. З січня 1935 по жовтень 1939 року — начальник піхотного навчального центру (Деберіц). Автор двотомника «Піхотинець». Під час Олімпійських ігор 1936 року був комендантом Олімпійського села і відповідав за безпеку учасників. Там він познайомився з Адольфом Гітлером, який високо оцінив ділові якості Губе і проникся симпатією, яку відчував все життя.
18 жовтня 1939 призначений командиром 3-ї піхотної дивізії. 4 червня 1940 був призначений командиром 16-ї піхотної дивізії. У серпні 1940 року дивізія переформована в 16-ту танкову. Учасник Французької і Балканської кампаній, війська Губе першими увійшли в Белград.
У складі групи армій «Південь» 16-а танкова дивізія під командуванням генерал-майора Губе брала участь в операції «Барбаросса» — в районі Дубно, Житомир, Умань, Київ, Таганрог. У 1942 році 16-а танкова дивізія воювала в районі Харків, Сталінград.

З вересня 1942 року — командувач 14-м танковим корпусом. Корпус був оточений в Сталінграді. 21 грудня 1942 року Гітлер відкликав Губе в свою ставку для нагородження Лицарським хрестом Залізного хреста з дубовим листям і мечами. Губе виступав проти продовження Сталінградської операції, відкрито критикуючи дії Гітлера. 8 січня 1943 року наполіг на поверненні в Сталінград. Коли в поразці армії не було сумнівів, Гітлер наказав Губе на літаку покинути котел, проте той відмовився залишати своїх солдатів. Фюрер направив до нього своїх охоронців, які насильно привезли його на аеродром і на літаку вивезли в Берлін.
Військова кар'єра
- 18 жовтня 1909 — фенріх
- 11 серпня 1910 — лейтенант
- 25 лютого 1915 — оберлейтенант
- 27 січня 1918 — гауптман
- 1 лютого 1921 — майор
- 1 червня 1934 — оберстлейтенант
- 1 серпня 1936 — оберст
- 1 червня 1940 — генерал-майор
- 8 квітня 1942 — генерал-лейтенант
- 1 жовтня 1942 — генерал танкових військ
- 1 квітня 1944 — генерал-полковник

У березні 1943 року Губе знову формує 14-й танковий корпус у Франції. У червні 1943 корпус направляється в Італію. У липні-серпні 1943 року, під час висадки американських і британських військ в Сицилії, Губе командує там всіма сухопутними силами. 17 серпня 1943 року відкликаний в резерв ОКГ. 15 жовтня 1943 року призначений командувачем 1-ї танкової армії. 27 березня 1944 року 1-а танкова армія була оточена в районі Кам'янця-Подільського. Гітлера категорично заборонив Губе здійснювати прорив, проте Еріх фон Манштейн домігся скасування наказу, і 15 квітня змогла вийти з оточення.
Гітлер планував призначити Губе командувачем групою армій «Південна Україна», але 21 квітня 1944 року він загинув в авіакатастрофі під час польоту на Heinkel He 111 із Зальцбурга в Берлін. Похований на Цвинтарі інвалідів в Берліні.

## Оцінка сучасників
Після смерті Губе Гітлер назвав його одним із найкращих воєначальників Другої світової війни.

## Нагороди
- Залізний хрест 2-го і 1-го класу
- Королівський орден дому Гогенцоллернів, лицарський хрест з мечами
- Військовий Хрест Фрідріха (Ангальт)
- Орден «За заслуги» (Баварія) 3-го класу
- Нагрудний знак «За поранення» в сріблі
- Почесний хрест ветерана війни з мечами
- Медаль «За вислугу років у Вермахті» 4-го, 3-го, 2-го і 1-го класу (25 років)
- Застібка до Залізного хреста
  - 2-го класу (24 травня 1940)
  - 1-го класу (3 червня 1940)
- Лицарський хрест Залізного хреста з дубовим листям, мечами і діамантами
  - лицарський хрест (1 серпня 1941)
  - дубове листя (№ 62; 16 січня 1942)
  - мечі (№ 22; 21 грудня 1942)
  - діаманти (№ 13; 20 квітня 1944)
- Медаль «За зимову кампанію на Сході 1941/42»
- Нагрудний знак «За танкову атаку» в сріблі
- Савойський військовий орден, командорський хрест (Італія) (6 вересня 1943)
- Відзначений у Вермахтберіхт (17 серпня 1943, 31 січня 1944 і 9 квітня 1944)
- Нагрудний знак «За поранення» в золоті